# Wilhelmus Durandus

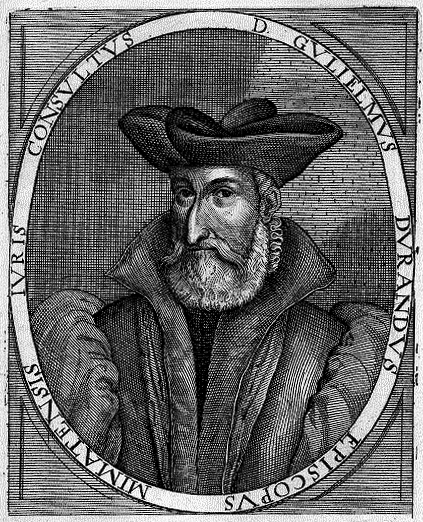
17e-eeuwse afbeelding van Durand

William Durandus (Puimisson, ca. 1230 – Rome, 1 november 1296) was een middeleeuws liturgische schrijver. Hij was een theoreticus van het kerkelijk recht in de tijd van de hooggotiek.
Durandus studeerde rechten in Bologna en gaf nadien zelf les in Modena. Paus Clemens IV verzocht hem naar Rome te komen, maakte hem onderdeken en gaf hem de titel van het domheerschap bij Beauvais en Chartres. Daarna werd Durandus bij de pauselijke curie gevoegd als auditor generalis causarum sacri palattii. Als de secretaris van paus Gregorius X vergezelde hij hem tot aan het tweede concilie van Lyon in 1276, waar hij, als zijn secretaris, zijn nota’s optekende. In 1279 werd hij verkozen tot kardinaal van Chartres  en ongeveer gelijktijdig ging hij naar Romagna om er pauselijk gouverneur te worden. Hij slaagde erin de opstand te onderdrukken onder Guy van Montefeltro. Hierbij verwoestte hij het kasteel della Ripa en stichtte er de stad Urbino. Deze slag gaf hem in 1286 de promotie tot bisschop door het kapittel van Mende. Inmiddels was zijn bisdom onder het beheer van zijn neef, William Durandus de jongere.
Eveneens in 1286 bracht hij zijn werk Rationale divinorum officiorum uit. De acht boeken omvatten een gedetailleerd overzicht van de wetten, ceremonies, gewoontes en mystieke interpretaties van de Romeinse rituelen. Boek 1, in 1843 vertaald als “The Symbolism Of Churches And Church Ornaments” door J.M. Neale en B. Webb, gaat over de symbolen van de kerk zelf en zijn verschillende delen. “Rationale” is het meest complete middeleeuwse werk in zijn soort. Nu nog is het de standaard als het aankomt op de rituelen, kledij en symboliek uit de dertiende eeuw.
Andere werken van zijn hand zijn onder meer Speculum Legatorium wat achteraf uitgebreid werd naar Speculum Judiciale, een werk over de kerkelijke rechten van legaten en de vormen van kerkelijke processen.
In 1295 verbleef hij opnieuw in Italië als gouverneur van Romagna en Ancono, waar de Ghibellinen weer in opstand kwamen. Hier kreeg hij een aanbod van de paus om aartsbisschop van Ravenna te worden, maar wees dit aanbod af. Kort daarna kwam hij naar Rome waar hij stierf. Hij werd begraven in de Santa Maria Sopra Minerva in Rome, waar een soort ‘kruisweg’ zijn levensverhaal vertelt en een lijst van zijn werken weergeeft.

## Architectuurtheorie
Architectuurbeschrijving heeft in de loop van de geschiedenis altijd een dubbel statuut gehad; ofwel zegt men via de architectuur iets over een onderwerp of object, ofwel behandelt men architectuur zelf als een autonoom object omwille van haar vormelijke eigenschappen. Sommige historische voorwerpen dragen een kanteling tussen de twee aspecten in zich. De voorwerpen, in dit geval een tekst(fragment), bieden in eerste instantie toegang tot diepere betekenissen (in een religieuze context), later functioneren ze als ontwerpmodel, een voorschrift voor andere gebouwen met een diepere betekenis of waar men een hogere diepere wil aan koppelen.
De (architectuur)beschrijving was zowel van invloed op de christelijke godsdienst, als op verschillende andere godsdiensten. Meermaals keert het aspect van ‘de tempel’ terug als een centraal punt binnen de sacrale beleving. Een voorbeeld hiervan is de Tempel van Salomo, hét oermodel voor het heiligdom, die in elke context een zwaar beladen symboliek bevat. In de loop van de geschiedenis werd geprobeerd de tempel exact na te bouwen/te herbouwen. Door het exact op te tekenen, zocht men naar de diepere betekenis ervan. Zo werd de tempel stilaan een ontwerpmodel, hoewel het in eerste instantie enkel als gebouw met een zekere algemene symboliek dienstdeed. De Tempel van Salomo verwierf zodoende een dubbel statuut.
Symbolisme is een belangrijk aspect binnen de christelijke kunst, maar bleek lastig exact te formuleren. Durandus deed in zijn Rationale, geschreven in ‘de eeuw van het pure symbolisme’, een poging waar geregeld naar wordt verwezen.

## Rationale Divinorum Officiorum
In de dertiende eeuw kende het grootse deel van het christelijk symbolisme haar oorsprong. Elk detail van een kerk of kathedraal bevatte een diepere betekenis. Een kerk binnengaan was het hart van het christelijk geloof betreden en 'de goddelijke aanwezigheid ervaren'. Zoals bij de Tempel van Salomo werd gezocht naar een goddelijke boodschap. Daarom trachtte men steeds betere en doorgedreven beschrijvingen van teksten te produceren. Binnen de christelijke traditiebestaan verscheidene allegorische teksten waarbinnen diepere betekenissen over de Kerk, het christendom - en meer specifiek - het kerkgebouw en de liturgische elementen worden behandeld.
In deze context schreef Durandus in de dertiende eeuw (1280) zijn Rationale. Durandus’ werk is een symbolische lezing die door middel van exegese dienstdoet als richtlijn en als gids. Tevens zet zijn werk de regels van het liturgisch apparaat (en de daarbij horende objecten) uiteen in een allegorische beschrijving en verklaart ze door er een symbolische betekenis aan toe te kennen. Hierbij hoort ook het kerkgebouw, dat als mantel dient voor het liturgisch gebeuren. De symbolische interpretatie komt overeen met de stijl van de toenmalige stijl, de gotiek. Durandus beschrijft bijvoorbeeld de typische lancetbogen en hun betekenis, maar zegt nooit iets over stijl op zich, want in zijn ogen zijn die objecten enkel symbolische elementen met een functie, maar de stijl en hun architecturaal aspect doen er voor hem niet toe.
Volgens Durandus moet de kerkelijke architectuur noodzakelijk symbolisch zijn. Hoewel Durandus’ sacramentele verering triviaal lijkt en hij bijna willekeurige betekenissen toekent aan objecten, wordt de vorm ervan telkens gegrond op symbolische betekenissen die terug te vinden zijn in de Bijbel. Indien een kerk in zijn ogen goed gebouwd is, kan alles erin worden afgelezen. Enkele expliciete voorbeelden van die relatie tussen objecten en aspecten uit de Bijbel zijn de koppeling van een drievoud in de afmetingen van ruimtes aan de Heilige Drievuldigheid (“The triple breadth of Nave and Aisles, the triple height of Pier arch, Triforium and Clerestory, the triple length of Choir Transept and Nave, again set forth the Holy Trinity.”), het verbinden van massieve kolommen aan figuren zoals de apostelen en profeten (“In long drawn vista are the Massy Piers, which are the Apostles and Prophets”) en de vergelijking tussen Christus en de deur van de kerk (“The door of the church is Christ”).
Zijn werk diende in de dertiende eeuw als encyclopedisch compendium en als handboek van de spirituele betekenis van kunst, architectuur en sacramenten voor geletterden. Het wordt in de 21e eeuw gebruikt voor onderzoek naar begrip van de betekenis van middeleeuwse geestelijke kunst en religieuze ceremonie.
In acht boeken worden alle onderdelen van de liturgie behandeld. Boek I belicht onderwerpen zoals het kerkgebouw, het altaar, schilderijen, kerkklokken, kerktuin, etc.; Boek II tot en met boek VIII handelen over liturgische gebruiken en feestdagen, die niet relevant zijn voor ons onderzoeksgebied. Het eerste hoofdstuk behandelt het kerkgebouw en andere liturgische ruimtes, hoofdstuk twee de aankleding van de kerk en altaar, het derde de schilderijen, wandtapijten en andere ornamenten, vier en vijf het buitengebied van de kerkomgeving. In hoofdstukken zes tot en met acht legt Durandus de oorsprong en noodzaak van de consecratie uit, waarbij hij verwijst naar de heiliging van de Tempel van Salomo. Zo wordt meteen de link gelegd naar het oermodel.

## Neale en Webb
In de negentiende eeuw (1843), tijdens de neogotiek, barstte een hevig kerkdebat los. In de lijn van dit debat publiceerden de Engelse liturgen John Mason Neale en Benjamin Webb ‘The symbolism of churches and church ornaments’, een vertaling van Durandus, ongeveer zeshonderd jaar na het schrijven van de originele Latijnse versie. Het karakter en doel van dit document is verschillend van dat van Durandus. Die verschuiving is al te merken in de titel en de eerste zin van het eerste hoofdstuk: “The study of Church Architecture”.
Het probleem binnen de negentiende-eeuwse architectuurpraktijk was dat, hoewel men alle principes kende voor een goede kerkarchitectuur, men er niet in slaagde goede architectuur daadwerkelijk te maken. Het beoogde aura van goddelijkheid en sacraliteit bij een oud kerkgebouw kon bij geen enkele nieuwe kerk worden teruggevonden. De reden hiervoor was dat enerzijds gebouwen pas schoonheid en perfectie vergaarden na een paar eeuwen en anderzijds dat de architect geen 'feeling' meer had met de kerkarchitectuur en de bijhorende liturgie. Het gevolg hiervan was dat de architect een kerkgebouw ontwierp zonder enige religieuze betekenis en sacraliteit. Er moest opnieuw een link worden gelegd tussen vorm en betekenis; “Catholic Architecture must necessarily be symbolical.”
(We schrijven verder in het heden om de stellinginname van de twee schrijvers in de toenmalige omstandigheden duidelijker te omschrijven.) 
Neale en Webb schrijven hun werk als aanklacht tegen deze problematische praktijken en gebruiken Durandus’ Rationale om hun argumenten kracht bij te zetten, omdat ze Durandus zien als de spilfiguur van het veertiende-eeuwse symbolisme. Het geloof van de architect biedt garantie op sacraliteit van de kerkgebouwen; “There cannot be a more painful idea than that a separatist should be allowed to build a House of God, when he himself knows nothing of the ritual and worship of the Church from which he has strayed” en de sacramenten en de kennis ervan zijn van principieel belang om aan goede kerkarchitectuur te doen; “Sacramentality, ran through all the arrangements and details of Christian discipline, and suggested by Christian devotion; then must the discipline have been practiced, and the devotion felt, before a Christian Temple can be reared”.
Vroeger werden kerken enkel gebouwd door bisschoppen, in de 21e eeuw wordt een kerk ontworpen door een ‘professional’. Men protesteert tegen het koude utilisme en wil preventieve maatregelen treffen tegen de fantasie van artiesten of clerus die het domein van de kerkgemeenschap, waarbij het symbolisme meerdere eeuwen bestrijkt, binnendringt. Dit domein moet vrij blijven van individuele vernieuwingen en niet-traditionele gewoonte van de enkeling.
Eigenlijk vinden Neale en Webb dat enkel monniken kerken mogen bouwen, want het is volgens hen onmogelijk voor een ‘professioneel’ architect om een kerk te bouwen met evenveel devotie en oprecht geloof als de bisschoppen van vroeger. De architecten zijn te zakelijk met hun werk bezig en niet religieus van geest; “a religious ethos, we repeat, is essential to a Church architect”.
De architect moet een stijl kiezen die dat geloof tot uitdrukking brengt. Een architect is op de hoogte van alle bouwstijlen, maar hij moet ontwerpen in slechts één stijl, de stijl van de veertiende eeuw; “and, just as no man has more than one handwriting, so in this one language alone will he express his architectural ideas.” Later lezen we zelfs dat de toenmalige neogotische stijl (Decorated style), hoewel die de fijnste ontwikkeling heeft die men ooit heeft gezien, niet aan de perfectie van die van de veertiende eeuw kon voldoen.
Neale en Webb spitsen zich enkel toe op de kerkarchitectuur, het deel dat behandeld wordt in het eerste boek van Durandus. De vragen die in de Durandusvertaling worden behandeld zijn anders dan die bij Durandus zelf. Vragen zoals ‘wat maakt een architect een goed ontwerper(!) van kerken?’ en ‘wat maakt een kerk (als gebouw) een kerk?’ staan centraal in het werk. Deze aspecten waren voor Durandus totaal onbelangrijk.
Hun werk bestaat uit twee delen/boeken: een inleidende tekst, een eerste deel met argumenten voor symbolisme en een tweede deel met voorbeelden van symbolisme, waarin ze afsluiten met een geschiedenis van het symbolisme in Engeland en een vergelijking tussen oude en nieuwe kerken.
Neale en Webb voegden bij de vertaling enkele actuele voorbeelden aan het werk toe, samen met opmerkingen in verband met hun eigen kerken. Doordat ze Durandus’ stellinginnamen vergelijken met die van andere en oudere schrijvers, is te zien dat ze gebaseerd zijn op een traditie teruggaand tot de eerste kerkvaders.

## Conclusie
Bij Durandus vormt tekst de onderhandelaar tussen objecten en het gebouw enerzijds en tussen de religieuze context anderzijds. Het kerkgebouw als type en ontwerpmodel speelt hier geen enkele rol, het is enkel een (hulp)middel, een gebruiksobject, het decor van de liturgie om de sacramentaliteit en symboliek een gezicht te geven. Door de aantekeningen en commentaren van Neale en Webb wordt het traktaat in het licht van de architectuur gezet. Architectuur als betekenisdrager (in tekst) en als liturgische handboek (Durandus) wordt getransformeerd naar een ontwerphandleiding waarbij de betekenis muurvast is, gegarandeerd in de vorm (Neale en Webb). Neale en Webb bouwen het werk van Durandus om tot een soort traktaat van de symbolische kerkarchitectuur.

## Trivia
- Niet te verwarren met zijn neef en naamgenoot († 1328).[1]

### Boeken
- DURANDUS, W., Rationale Divinorum Officiorum, Fust and Schoeffer, Mainz, 1459
- DURANDUS, W.,The symbolism of churches and church ornaments, vertaling uit het Latijn naar het Engels door NEALE, J.M., WEBB, B., Leeds, 1843
- MALLGRAVE, H.F., Architectural theory: volume 1: an anthology from Vitruvius to 1870, Blackwell publishing, Oxford, 2006

### Artikels/Reviews
- FORTESCUE, A., "William Durandus", lemma in Catholic Encyclopedia, 1913
- A.L.F., Jr., “The Symbolism of Churches and Church Ornaments by William Durandus”, internet, JStor, 2009-10-22, (http://www.jstor.org/stable/496449)
- WOOLFENDEN, G., “Rationale divinorum officiorum, I-IV. By Guillelmus Durantus; A. Davril; T.M. Thibodeau”, internet, JStor, 2009-10-22, (http://www.jstor.org/stable/2886805)